# Катя Чехова
Ка́тя Че́хова — російський музичний проект у світі електронної музики, що існував у 2005–2008 роках. Продюсери проекту — Сергій Піменов, Микола Лебедєв, Роман Галушкін, продюсерський центр UPLIFTO.

## Команда
- Катерина Губенко, вокал з 2005 по 2006 рік
- Олена Хрящова, вокал, з вересня 2006 по 2008 год
- Сергій Піменов, продюсер
- Микола Лебедєв, музичний продюсер, автор пісень
- Роман Галушкін, звуковий продюсер
- Артур Сітдіков, дизайн з 2008 року
- Максим Толстокоров, артдиректор з 2005 по 2008 рік

## Біографія проекту
Народження проекту «Катя Чехова» відбулося в 2005 році. У червні 2005 року проект стартував ротацією треків «Я — робот» і «Крылья» в ефірах російських радіостанцій.
У грудні 2005 року вийшов перший альбом Каті Чехової «Я — робот», легальні продажі якого склали 250 000 CD-копій. Треки альбому на 1 рік міцно зайняли свої місця в плейлистах клубних діджеїв Росії. За цей альбом проект Катя Чехова був нагороджений музичною Національною премією «Рекорд» в номінації «Дебют року». Тим не менш, незважаючи на успішний старт, у березні 2006 року з проекту пішла вокалістка Катя Губенко, і проект тимчасово закрився.
Взимку 2006 року проект відновив роботу, завдяки новій вокалістці і концептуальним змінам в проекті і його просуванні. Продюсери проекту Сергій Піменов і Микола Лебедєв ввели новий підхід в просуванні та поширенні музики — нові пісні «Версия 1.0» і «По проводам» в mp3-форматі всі охочі отримали можливість завантажити абсолютно безкоштовно на сайтах проекту і в особистих блогах учасників. Введені були і прогресивні моделі комунікації артиста з цільовою аудиторією: у Живому Журналі вокалістка почала вести особистий щоденник, на ресурсі Flickr стали публікуватися фотографії, а на YouTube — відео.
На початку 2007 року був випущений другий альбом співачки під назвою «Любов 2.0». Альбом був розпроданий офіційним тиражем в 100 000 копій. Кількість звантажень альбому з сайту проекту за 1 рік становила понад 70 000. На пісню «Я не с тобой» з альбому було знято відеоролик як FULL HD 1080 (висока роздільна здатність), який потрапив в ефір музичного каналу MTV.
У грудні 2007 року на лейблі UPLIFTO вийшов вже третій альбом «Вторая жизнь», записаний у стилі Drum & Bass. Кількість скачувань альбому з офіційного сайту співачки за півроку склало близько 63 000 разів. Альбоми «Любов 2.0» і «Вторая жизнь» продюсери проекту розмістили у вільному доступі для завантаження на сайті Каті Чехової, а також запустили систему добровільної винагороди за завантажені улюблені альбоми.
На початок 2008 року було випущено три альбоми Каті Чехової. Ідейним натхненником, автором всіх пісень і продюсером Каті Чехової є Микола Лебедєв. Він також є музичним директором продюсерського центру і рекорд-компанії UPLIFTO, заснованої легендарним Сергієм Піменовим.

## Хронологія розвитку проекту
- Березень 2005 — Дебютний трек «Крылья» — перший трек з російською вокалом, що отримав популярність і підтримку всіх російських діджеїв.
- Червень 2005 — Треки «Я — робот» і «Крылья» за допомогою розповсюдження тільки через інтернет стають одними з найпопулярніших пісень у країні.
- Вересень 2005 — Відеокліп на пісню «Я — робот» потрапляє в ефір телекомпанії Муз-ТБ на місяць.
- Грудень 2005 — Альбом «Я — робот» отримує рекордні для того часу легальні продажі 250 000 CD-копій.
- Липень 2005 — Лютий 2006 — Гастролі по всім клубам країни. Народна любов виражається у виконання пісень «Я — робот» і «Крылья» хором.
- Березень 2006 — Закриття проекту у зв'язку з уходом вокалістки Катерини Губенко.
- Травень 2006 — Музична Національна премія «Рекорд» в номінації «Дебют року» за альбом «Я — робот».
- Вересень 2006 — Кастинг нової вокалістки та відновлення роботи проекту у зв'язку із збільшенням інтересу громадськості.
- Грудень 2006 — Нові сингли «Версія 1.0» і «За дротах» у вільному доступі в інтернет вперше в Росії легально. Рекордні кількості завантажень з професійного порталу promodj.ru.
- Січень 2007 — Старт відео-щоденника. Відкриття брендованого каналу проекту на порталі YouTube в числі небагатьох перших в російському шоу-бізнесі.
- Лютий 2007 — початок концертного туру «Версія 1.0» на Зимовій Музичній Конференції 2007 в Сочі.
- Квітень 2007 — Другий альбом «Любов 2.0». Вперше в Росії альбом доступний для завантаження в інтернет в день релізу.
- Травень 2007 — Перший в Росії відеокліп у форматі FULL HD 1080 (висока роздільна здатність). Відеокліп на пісню «Я не с тобой» отримує понад 500000 переглядів на HD відео каналах madeinrussia.tv і russia.ru.
- Липень 2007 — Відеокліп на пісню «Я не з тобою» в ротації на каналі MTV.
- Вересень 2007 — Участь у фестивалі електронної музики Спалах / Санкт-Петербург / ДС Ювілейний.
- Грудень 2007 — Експериментальний альбом у стилі Drum & Bass «Вторая жизнь». У записі бере участь Vortex Involute, андеграунд-продюсер Drum & Bass музики з Єкатеринбурга.
- Січень 2008 — Вперше в Росії введено досвід «добровільної винагороди» за завантаження альбому. Усім, кому сподобався альбом «Вторая жизнь», пропонується за бажанням надіслати sms на спеціальний номер. Вартість sms — 1 у.о.
- Лютий 2008 — Презентація унікальної живої концертної програми у форматі «живий звук синхронне відео» на Зимовій Музичній Конференції в Сочі.
- Березень 2008 — Експериментальний відеокліп на пісню «Жизнь» з використанням відеоролика «Хороший, хороший, добрий» про Володимира Путіна.
- Червень 2008 — Нова версія пісні «Я тебе люблю» в ексклюзивній ротації на «Радіо Рекорд».
- Липень 2008 — Вихід нового синглу Каті Чехової «Я тебя люблю. 2020», який включає в себе радіо версію пісні «Я тебя люблю», а також клубну, повільну, інструментальну версії і а капела. Сингл можна завантажити на promodj.ru і в Живому Журналі Каті Чехової.
- Плани на 2008 рік — Випуск нового 4-го альбому. Запис спільного треку з Великим дитячим хором ім Є. Яворської. Зйомка 10-серійного фільму. Перший в Росії конкурс відео-реміксів. Нові концерти. Нові відеокліпи. Нові пісні.
- 13 грудня 2008 — проект був закритий[1].
- 2009 — Катерина Губенко (чий голос використовувався для всього проекту «Катя Чехова») почала сольну кар'єру під назвою Катя First.
- Січень 2011 — Проект Катя Чехова відроджується. Катерина Медведєва (Губенко) повертається до колишніх продюсерам. Виходить перший сингл «Мечтая»[2].

## Дискографія
- «Я — робот» (грудень 2005)
- «Любовь 2.0» (лютий 2007)
- «Вторая жизнь» (грудень 2007)
- «Я тебя люблю. 2020» (сингл, липень 2008)
- «Последний альбом» (грудень 2008)